# Brezovka
Brezovka es un municipio del distrito de Bardejov en la región de Prešov, Eslovaquia, con una población estimada a final del año 2024 de 112 habitantes.
Se encuentra ubicado en el centro-norte de la región, cerca del río Topľa (cuenca hidrográfica del río Tisza) y de la frontera con Polonia.

## Demografía
| Año        | 1994 | 2004    | 2014    | 2024    |
| ---------- | ---- | ------- | ------- | ------- |
| Población  | 111  | 113     | 115     | 112     |
| Diferencia |      | +1,80 % | +1,76 % | −2,60 % |

| Año        | 2023 | 2024    |
| ---------- | ---- | ------- |
| Población  | 111  | 112     |
| Diferencia |      | +0,90 % |